# Galeazzo Alessi

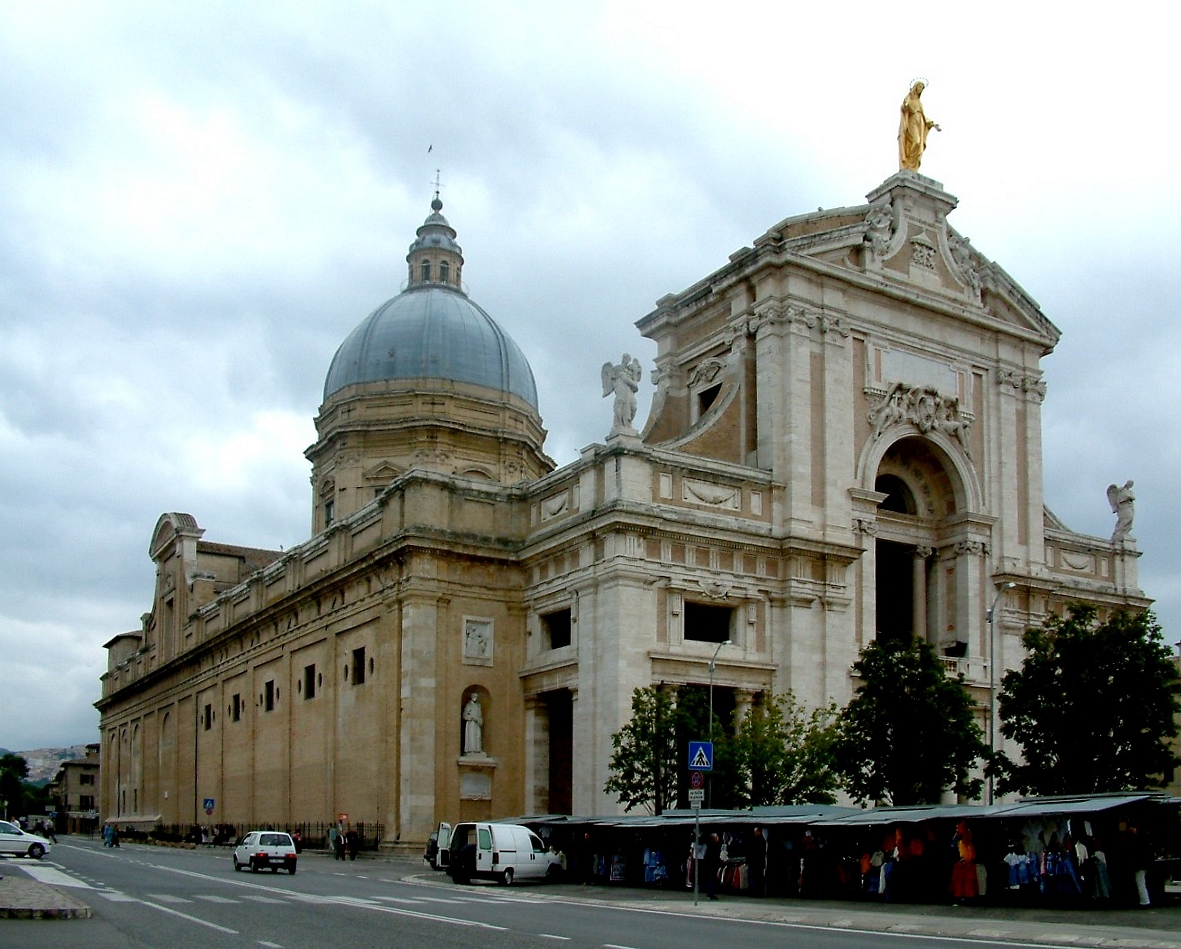
Santa Maria degli Angeli in Assisi

Galeazzo Alessi (* 1512 in Perugia; † 30. Dezember 1572 ebenda) war ein italienischer Architekt, der von der römischen Hochrenaissance beeinflusst war, das heißt, dass er üppige Architektur (Arkaden, Loggien, Treppen, Vestibüle und anderes) mit Landschaft verband und damit ein Wegbereiter des italienischen Barocks wurde. Er war wahrscheinlich Schüler von Gian Battista Caporali.

## Leben
Alessi begeisterte sich für die Baukunst der Antike. Er kopierte den Stil, was ihm in ganz Europa zu Ruhm verhalf.
In Rom, wo er von 1536 bis 1542 studierte, traf er auf Michelangelo Buonarroti, dessen Werk seinen Stil fortan beeinflusste.
Von 1542 bis 1544 baute er in Perugia an der Festung Paolina-Rocca, dann an der Via Nuova und an der Kirche S. Maria del Popolo.
Ab 1548 war Alessi in Genua ansässig. Eines seiner Hauptwerke dort ist der Neubau des Hafens mit Wachgebäude (1550), die Strada Nuova (heute Via Garibaldi) mit einigen der schönsten Paläste Genuas, auch Vorstadtvillen mit sehenswerten Treppenanlagen, und Kolonnaden in Hanglage, sowie zahlreiche Kirchen. Das Hauptwerk hierunter stellt die Kirche Santa Maria Assunta dei Carignano dar, die 1552 begonnen wurde. Andere Beispiele seiner Kunst sind Palazzi (Palazzo Municipale) und Kirchen in Mailand, einige Teile (Kirche und Klosteranlage) des Escorial in Madrid und zahlreiche Kirchen und Bauwerke in Sizilien, Flandern und Deutschland.
Den jungen Rubens faszinierten seine Werke so sehr, dass er eine Reihe von Zeichnungen nach diesen Bauwerken anfertigte, die 1622 unter dem Titel Palazzi di Genova publiziert wurden.
Alessi entwarf auch die Basilika Santa Maria degli Angeli (Assisi) in Assisi, eine der größten Kirchen der Christenheit (1568).